# Zyklogenese
Als Zyklogenese (englisch Cyclogenesis or cyclone development ‚Entstehung von Zyklonen oder Zyklonentwicklung‘) wird in der Meteorologie die Entstehung oder Verstärkung eines Tiefdruckgebiets bezeichnet, das die Bildung von Zyklonen oder tropischen Wirbelstürmen begünstigt.

## Definition
Die Zyklogenese ist ein dynamischer Vorgang in der Atmosphäre. Dabei entsteht innerhalb weniger Tage ein Tiefdruckgebiet aus einer Initialstörung der mittleren Strömung der Westwindzone. Sie beeinflusst das Wetter in den mittleren Breiten. So entsteht als mittlere Strömungsform bei starken horizontalen Temperaturgradienten zwischen den Polargebieten und den Tropen ein nach Osten strömender thermischer Wind. Durch die Auslenkung an orographischen Hindernissen entstehen rücktreibende Kräfte, die die Westwinde in ein wellenförmiges Muster (Rossby-Wellen) versetzen. Starke vertikale Strömungen und horizontalen Kon- und Divergenzen führen zur Entstehung von Hoch- und Tiefdruckgebieten, die durch die Corioliskraft kreisförmig umströmt werden. Die ursprünglich symmetrischen Wellen werden mit der zum Pol hin keilförmig verlaufenden Polarfront verstärkt und verzerrt. Die Richtung Äquator strömende kalte Luft bildet eine Kaltfront und die zum Pol hin strömende warme Luft eine Warmfront. Die sich schneller fortbewegende Kaltfront holt die Warmfront ein und schiebt sich unter die warmen Luftmassen.

## Theorien zur Zyklonenbildung
Es gibt unterschiedliche Theorien über die Entstehung, Entwicklung und Auflösung von Zyklonen.
- Die älteste bekannte Zyklonentheorie stammt von Robert FitzRoy aus dem Jahre 1859, Er vermutet, dass das Aufeinandertreffen von kalter und warmer Luft die Ursache eines zyklonalen Wirbels sei.[3]
- Felix Maria von Exner-Ewarten vertrat die Ansicht, dass ein Hindernis aus nach Süden strömender Kaltluft die von West nach Ost strömende wärmere Luft zur Wirbelbildung zwingt. Er befasste sich intensiv mit der Dynamischen Meteorologie und mit Gravitationswellen in der Atmosphäre.[4]
- Richard Scherhag stellte 1934 seine These vor, dass eine Divergenz in der Höhe eine Zyklogenese in Bodennähe begünstigt.[5]
- In der Polarfronttheorie[6] Bergener Schule werden die Zyklone als labile Wellen entlang der Polarfront beschreiben. Bei der Zyklogenese werden barokline Störungen betrachtet und der Lebenslauf einer Idealzyklone aufgestellt. Kritiker werfen dem Modell vor, dass es die Wirklichkeit zu sehr vereinfacht und somit keine konkreten Aussagen machen kann. Daher gibt es auch Forschungen, welche die Zyklogenese anhand von charakteristischen Tendenzen in Druck- und Temperaturfeldern allgemeiner beschreiben.